# Port lotniczy Rio Amazonas
Port lotniczy Rio Amazonas – port lotniczy położony w mieście Shell Mera, w Ekwadorze.